# Lycostomus hedini
Lycostomus hedini is een keversoort uit de familie netschildkevers (Lycidae). De wetenschappelijke naam van de soort werd in 1928 gepubliceerd door Kleine.